# Dinh Cô
Dinh Cô là một khu đền có lối kiến trúc cổ pha lẫn hiện đại; hiện tọa lạc bên bờ biển tại thị trấn Long Hải, thuộc huyện Long Đất, tỉnh Bà Rịa – Vũng Tàu, Việt Nam. Đây là một di tích in đậm bản sắc dân tộc Việt mà chủ thể trực tiếp là ngư dân ở địa phương . Ngày 16 tháng 1 năm 1995, Dinh Cô đã được Bộ Văn Hóa công nhận là di tích Lịch sử – Văn hóa cấp Quốc gia theo Quyết định số 65QĐ/BT.

## Lịch sử

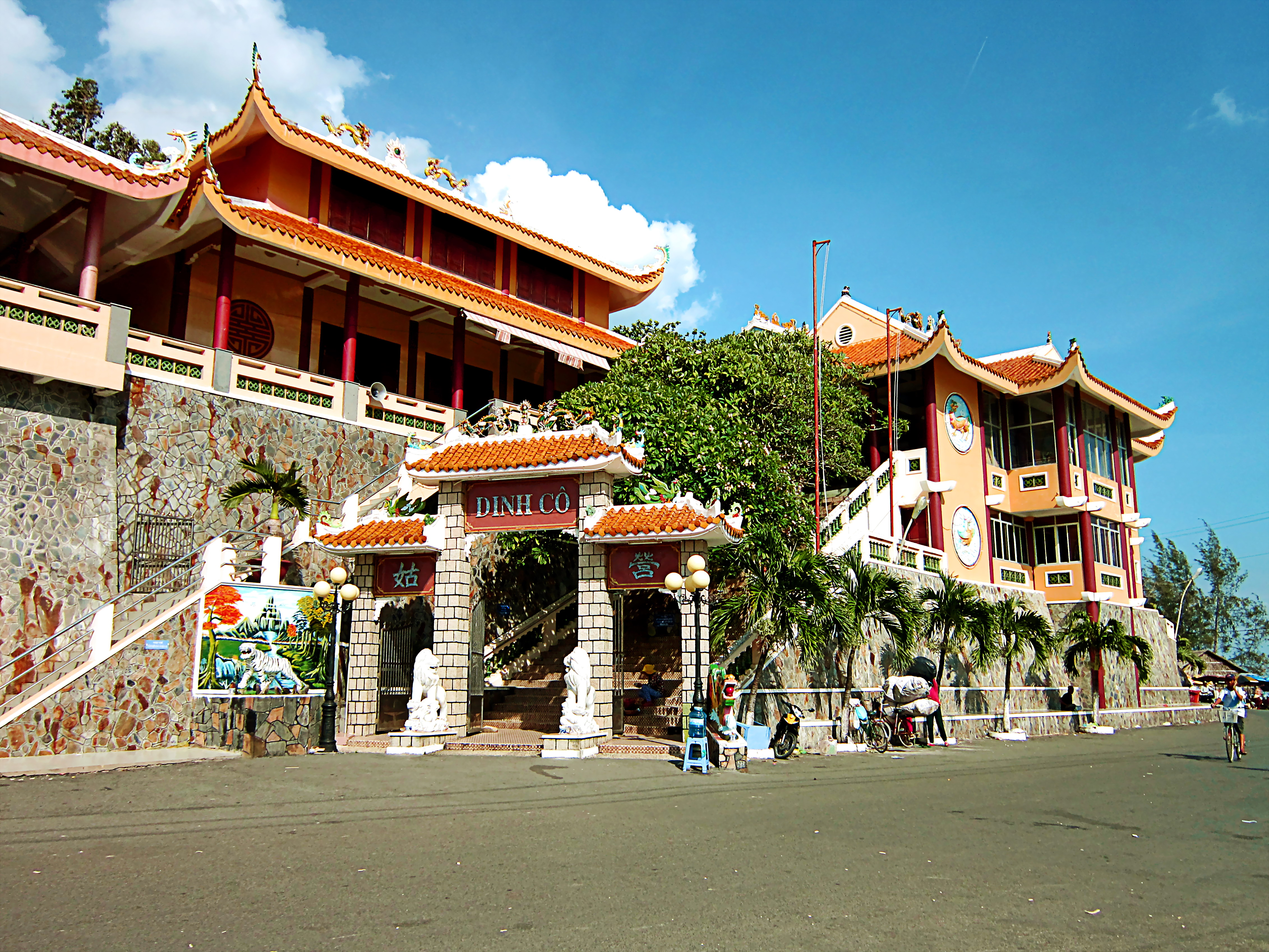
Dinh Cô

Ban đầu, Dinh cô chỉ là một ngôi miếu nhỏ đơn sơ, được lập ra vào cuối thế kỷ 18 (không rõ năm) để thờ một cô gái trẻ tên là Lê Thị Hồng (tục là Thị Cách).
Tương truyền, cô là người ở Tam Quan (Bình Định). Trên đường đi ra biển  thì bị lâm nạn và xác trôi dạt vào Hòn Hang (gần khu di tích Dinh Cô bây giờ). Lúc ấy, cô chỉ vừa sang tuổi 16. Thương tiếc, người dân địa phương lúc bấy giờ đã đem xác cô vào chôn cất trên đồi Cô Sơn. Từ đó cô luôn hiển linh mộng báo điềm lành, diệt trừ dịch bệnh, độ trì bá tánh, phù trợ ngư dân… nên dân trong vùng tôn xưng cô là "Long Hải Thần Nữ Bảo An Chánh Trực Nương Nương Chi Thần".
Năm 1930, ngư dân Long Hải đã dời miếu thờ lên đồi Kỳ Vân cho đến ngày nay. Năm 1987, Dinh Cô được xây dựng và trùng tu lớn sau khi bị hỏa hoạn. Năm 2006 - 2007, Dinh Cô lại được trùng tu. 

## Kiến trúc, thờ cúng

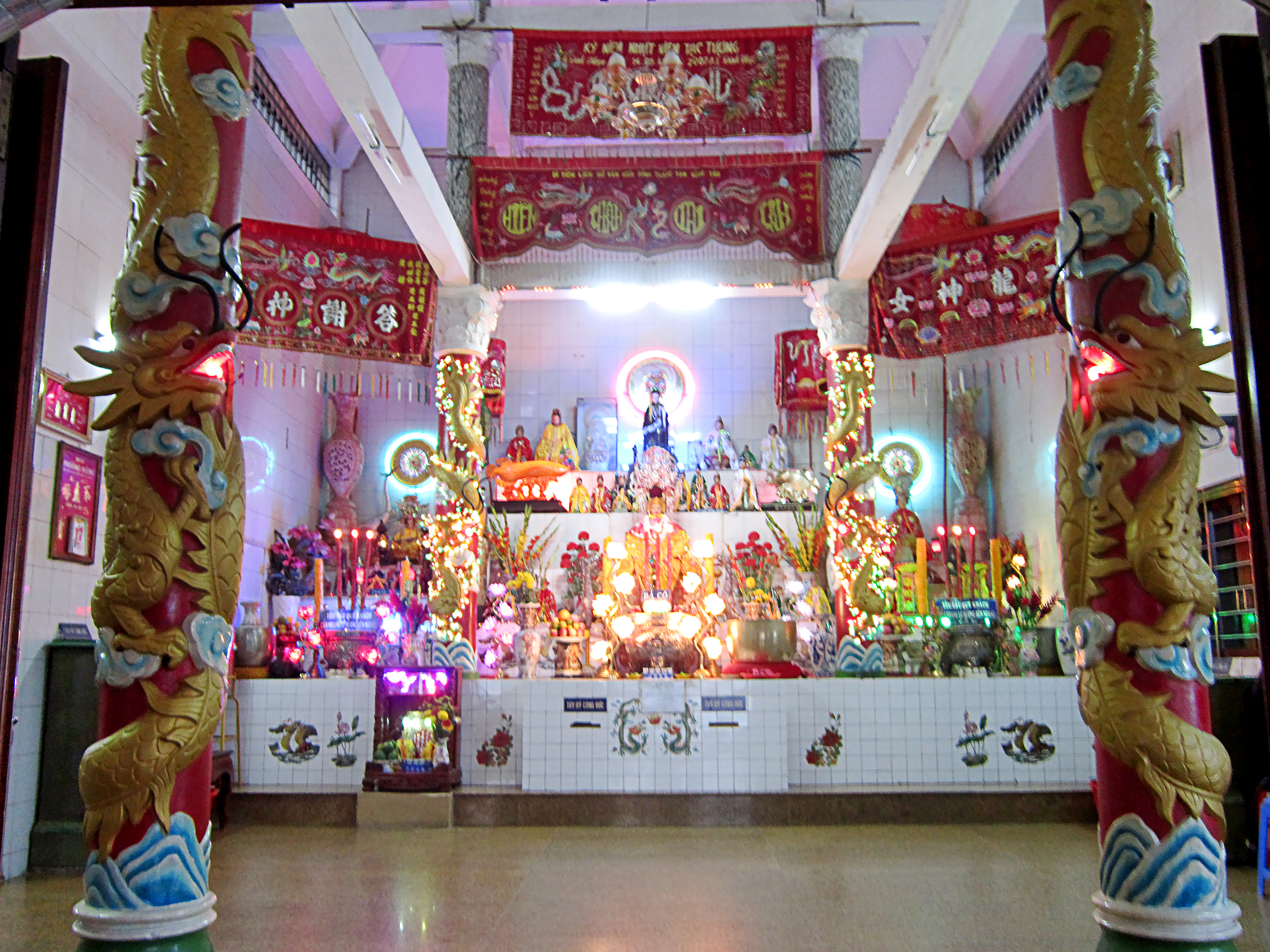
Gian thờ chính trong Dinh Cô

Dinh Cô có diện tích trên 1.000 m2. Cổng Tam quan nằm dưới chân mũi Thùy Vân, hai bên có đặt tượng rồng và cọp. Phía trên mái có gắn "Lưỡng long chầu nguyệt" và "song phụng chầu". Lối lên các điện thờ là 37 bậc tam cấp.
Trong chính điện bài trí 7 bàn thờ. Ngay trung tâm là bàn thờ Bà Cô (Lê Thị Hồng). Nổi bật với bức tượng Bà Cô cao hơn 0,5 m, mặc áo choàng đỏ, viền kim tuyến, đội mão gắn ngọc. Phía sau cạnh bàn thờ Bà Cô là bàn thờ Diêu Trì Phật Mẫu, Chúa Cậu (Nhị vị Công tử, tức là Cậu Tài, Cậu Quý), Ngũ Hành Nương Nương, Tứ Pháp Nương Nương (Pháp Vân, Pháp Vũ, Pháp Lôi, Pháp Điện), Ông Địa, Thần Tài.
Ngoài chính điện, ngư dân còn lập bàn thờ Cửu Thiên Huyền Nữ, Chúa Ngọc Nương Nương, Chúa Tiên Nương Nương, Chư vị, Bà Mẹ Sanh, Tiền hiền, Hậu hiền,...và các miếu thờ: Hỏa Tinh Thánh Mẫu, Quan Thánh Đế Quân, Quan Thế Âm Bồ Tát,...
Hằng năm, vào ngày 10, 11 và 12 tháng 2 âm lịch, người dân Long Hải mở lễ hội Nghinh Cô (còn gọi là vía Cô) long trọng theo nghi thức cổ truyền, để cầu cho quốc thái dân an, mưa thuận gió hòa,...Đây là một trong những lễ hội lớn ở Nam Bộ  thu hút rất nhiều người đến tham quan và chiêm bái. Liên quan đến Dinh Cô là Mộ Cô, nằm trên đồi Cô Sơn bên bờ biển, cách Dinh Cô chừng 1 km. Mộ Cô cũng là một nơi khang trang đẹp đẽ.

## Ảnh

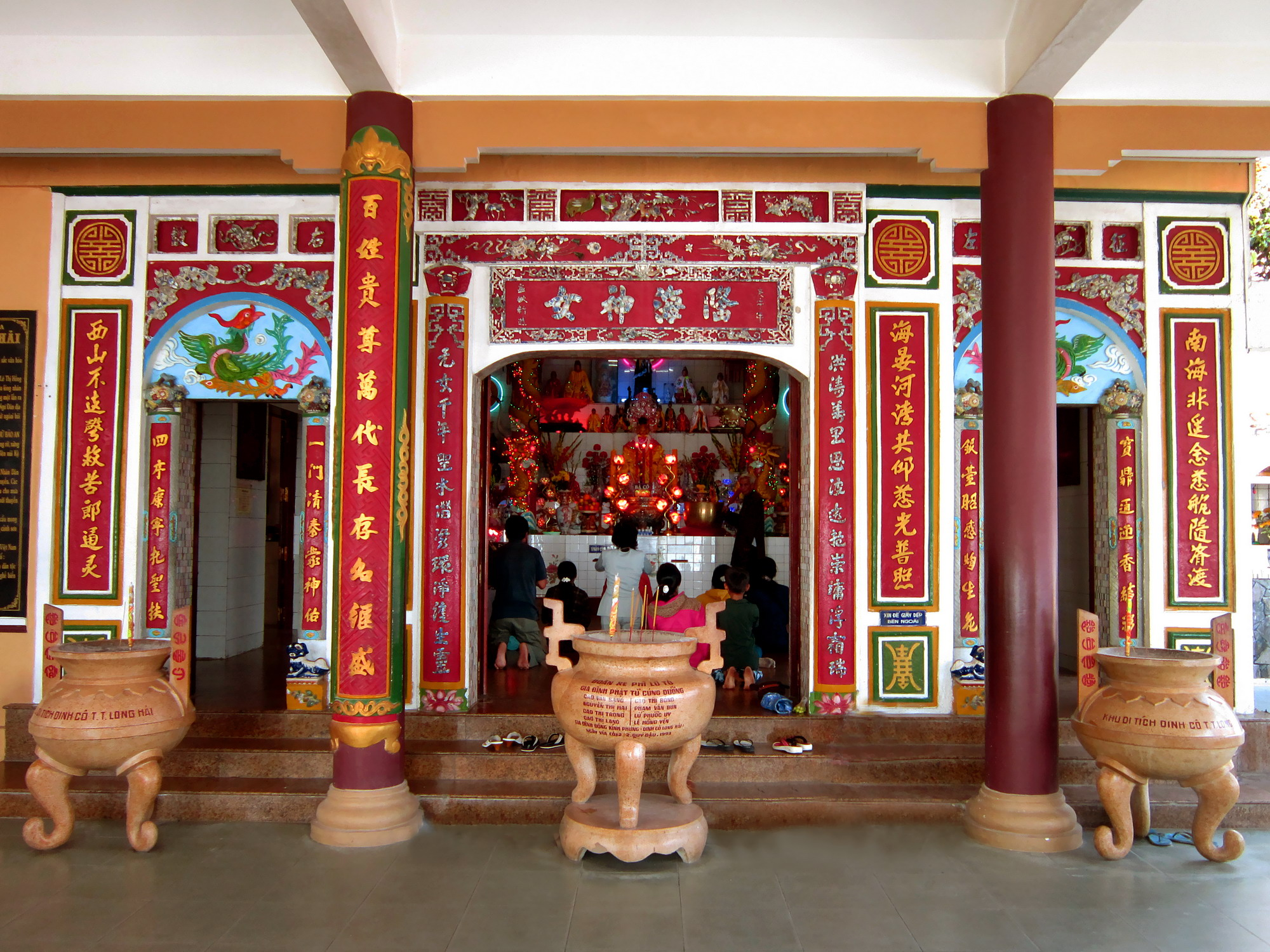
Chánh điện.
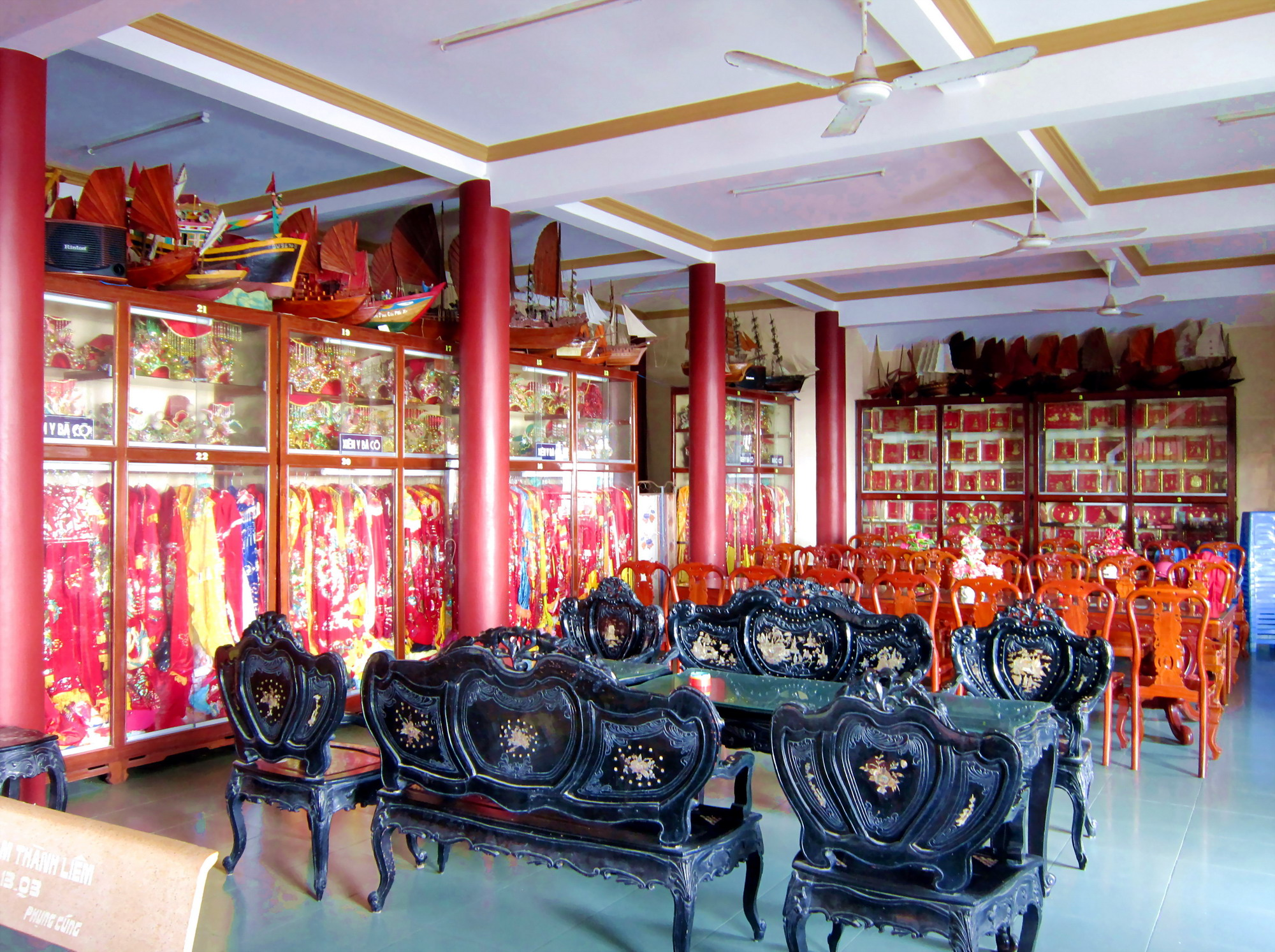
Một số lễ vật (nhiều nhất là áo, mão) do người dân dâng cúng.
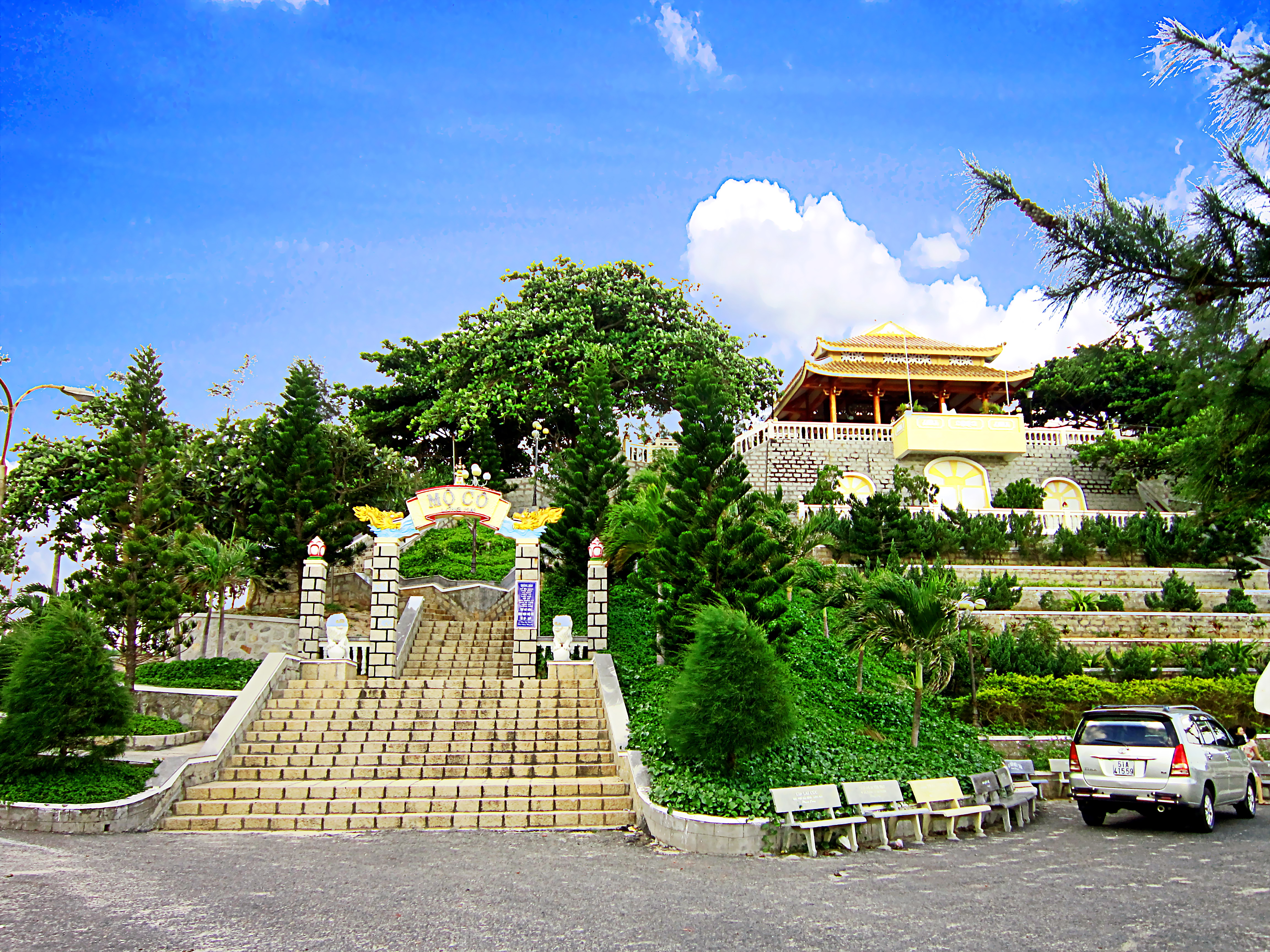
Mộ Cô (toàn cảnh) tọa lạc trên đồi Cô Sơn.
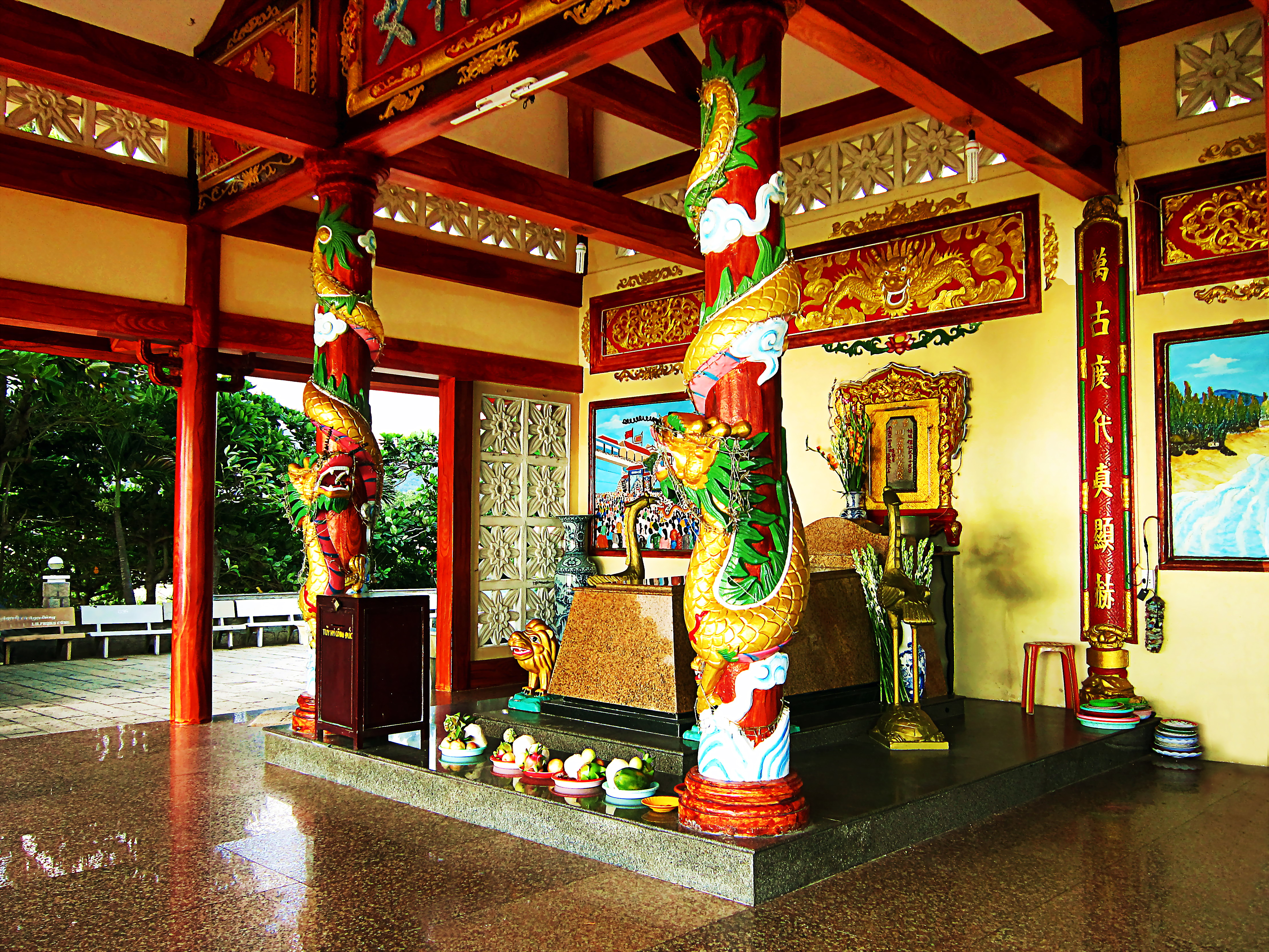
Mộ Cô.

## Sách tham khảo
- Phạm Duy Thanh Long, Lịch sử, văn hóa, danh lam thắng cảnh, tiềm năng kinh tế 63 tỉnh thành Việt Nam. Nhà xuất bản Thời đại, 2012 (tr. 86-87).